# 五块石街道
五块石街道，是中华人民共和国四川省成都市金牛区下辖的一个乡镇级行政单位。

## 行政区划
五块石街道下辖以下地区：
五块石社区、五福社区、玉局庵社区和五块石新社区。